# Microcharon ullae
Microcharon ullae är en kräftdjursart som beskrevs av Giuseppe L. Pesce 1981. Microcharon ullae ingår i släktet Microcharon och familjen Microparasellidae. Inga underarter finns listade i Catalogue of Life.